# Coulrofobi
Coulrofobi är en stark rädsla för clowner, ursprungligen från engelskans "coulrophobia". Termen kan troligtvis dateras till 1980-talet.